# Sinarquía
Sinarquía (del griego "συναρχία"; σύν, syn, «con», y ἀρχεία, arkheía, «reglas»: “con orden”, “poder conjunto”, “magistratura colectiva”. La antípoda de “anarquía”) es el sistema político en el que el poder es ejercido por varios agentes de opinión con poder de decisión. En el Medievo podría ser entendida como el gobierno constituido por varios príncipes, cada uno de los cuales administraba una parte del Estado, o también, como la influencia, generalmente decisiva, de grupos de poder en los asuntos políticos y económicos de un país.

## Orígenes
El primer uso registrado del término "sinarquía" se atribuye a Thomas Stackhouse (1677-1752), un clérigo británico que usó la palabra en su obra "Nueva Historia de la Sagrada Biblia desde la Creación del Mundo hasta la Creación de la Cristiandad" (New History of the Holy Bible from the Beginning of the World to the Establishment of Christianity); publicada en dos volúmenes en 1737). La palabra la deriva de un prefijo del griego: "syn", que significa con o junto y un sufijo: "arquía", que significa regla, como fue definido por primera vez por el Diccionario de Inglés Webster.
El uso más temprano e importante de la palabra "sinarquía" viene de los escritos de Alexandre Saint-Yves d'Alveydre (1842-1909), quien utilizó el término en su libro La France vraie para describir lo que él creía que era la forma ideal de gobierno. En su tratado L'Archéomètre («El Arqueómetro»), Saint-Yves utilizó la noción de sinarquía para describir el gobierno por parte de los miembros de una sociedad secreta (la Agharta). Esto lo dio a conocer en su libro: La misión de la India en Europa, donde explica cómo un grupo conocido como la Agharta maneja un sistema de gobierno sinárquico), que ejerce el poder real tras la apariencia de un gobierno de otro tipo". En reacción a la emergencia de ideologías y movimientos igualitarios como el comunismo y el anarquismo, Saint-Yves elaboró una fórmula política que a su juicio conduciría a una sociedad armoniosa. Defendió la diferenciación social y la jerarquía con la colaboración entre las clases sociales, que trascendiera el conflicto entre los grupos sociales y económicos, es decir, la sinarquía, en oposición a la anarquía. En concreto, Saint-Yves imaginó una Europa Federada (así como todos los estados integrados) con un gobierno corporativista compuesto por cuatro estamentos:   Consejo de Estado, Académico, Judicial, y Comercial.